# Troféu Memorial Hart
Hart Memorial Trophy (do português Troféu Hart) é o prêmio mais antigo e mais prestigiado para jogadores de hóquei, é concedido atualmente no mês de junho nos Estados Unidos com a descrição Player adjudged most valuable to his team pela National Hockey League (NHL). Desde sua criação, em 1924, já premiou em 92 vezes, 56 jogadores diferentes. A cada ano a Professional Hockey Writers' Association vota para determinar o jogador que foi mais valioso para sua equipe durante a temporada regular.

## História
O troféu é nomeado em homenagem ao canadense Dr. David Hart, que doou o troféu original para a NHL. Foi o pai de Cecil Hart, ex-técnico e gerente geral do Montreal Canadiens. O Troféu Hart foi concedido pela primeira vez no final da temporada 1923-24 da NHL. O vencedor do primeiro Troféu Hart foi Frank Nighbor do Ottawa Senators. O Hart Trophy original foi aposentado no Hockey Hall of Fame em 1960, e a NHL começou a apresentar um novo troféu, que foi apelidado de Hart Memorial Trophy em seu lugar. Com as exceções de Tommy Anderson, Al Rollins e Eric Lindros, todos os jogadores elegíveis que ganharam o Troféu Hart foram introduzidos no Hall of Fame.
Wayne Gretzky ganhou o prêmio de um recorde de nove vezes durante sua carreira, oito consecutivamente. Ele foi nomeado MVP vezes mais do que qualquer outro jogador na história das outras três principais ligas profissionais norte-americanos (MLB, NBA e NFL). Barry Bonds é o segundo, tendo conquistado o prêmio de MVP sete vezes na Major League Baseball. Gretzky e seu companheiro de equipe Mark Messier são os únicos jogadores a vencer o Troféu Hart com mais de uma equipe.
Em 1990 , Mark Messier ganhou o troféu Hart sobre Ray Bourque por uma margem de dois votos, a menor diferença de votos da história. Os jogadores dos Montreal Canadiens ganharam o prêmio dezesseis vezes, os jogadores do Boston Bruins está em segundo com doze vencedores, e os Detroit Red Wings e Edmonton Oilers ter visto os jogadores ganham o prêmio nove vezes. Joe Thornton se tornou o primeiro vencedor do Troféu Hart para alternar clubes durante sua campanha vencedora em 2005-06 temporada NHL , tendo jogado tanto para o Boston Bruins e San Jose Sharks naquele ano.
A votação é realizada no final da temporada regular por membros da Professional Hockey Writers Association, e cada eleitor individual classifica os cinco melhores candidatos em um sistema de pontos 10-7-5-3-1.  Três finalistas são nomeados eo troféu é concedido na cerimônia de premiação após os playoffs da NHL.
O mais próximo que a votação para o Troféu Hart já chegou foi na temporada 2001-02 , quando José Theodore e Jarome Iginla amarrado na votação total. O desempate para a escolha do vencedor Troféu Hart em tal caso é o número de votos de primeiro lugar: Theodore, que teve 86 votos de primeiro lugar a 82 de Iginla.Em 2008, NHL.com da loja online oficial foi criticada depois que eles colocaram uma T-shirt publicidade Alexander Ovechkin como o vencedor Hart à venda uma semana antes de o vencedor foi revelado. Um porta-voz da NHL disse que "em um esforço para oferecer aos nossos fãs o que eles querem de mercadorias em tempo hábil após um evento como os Prémios da NHL, os nossos licenciados preparar produto para todos os resultados possíveis. Nesta situação, o link para um dos produtos possíveis ao vivo tornou-se cedo devido a um erro pelo nosso provedor de e-commerce". Ovechkin mais tarde revelou ser o vencedor.

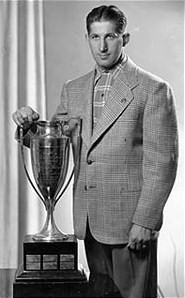
Elmer Lach com o troféu original.

## Vencedores

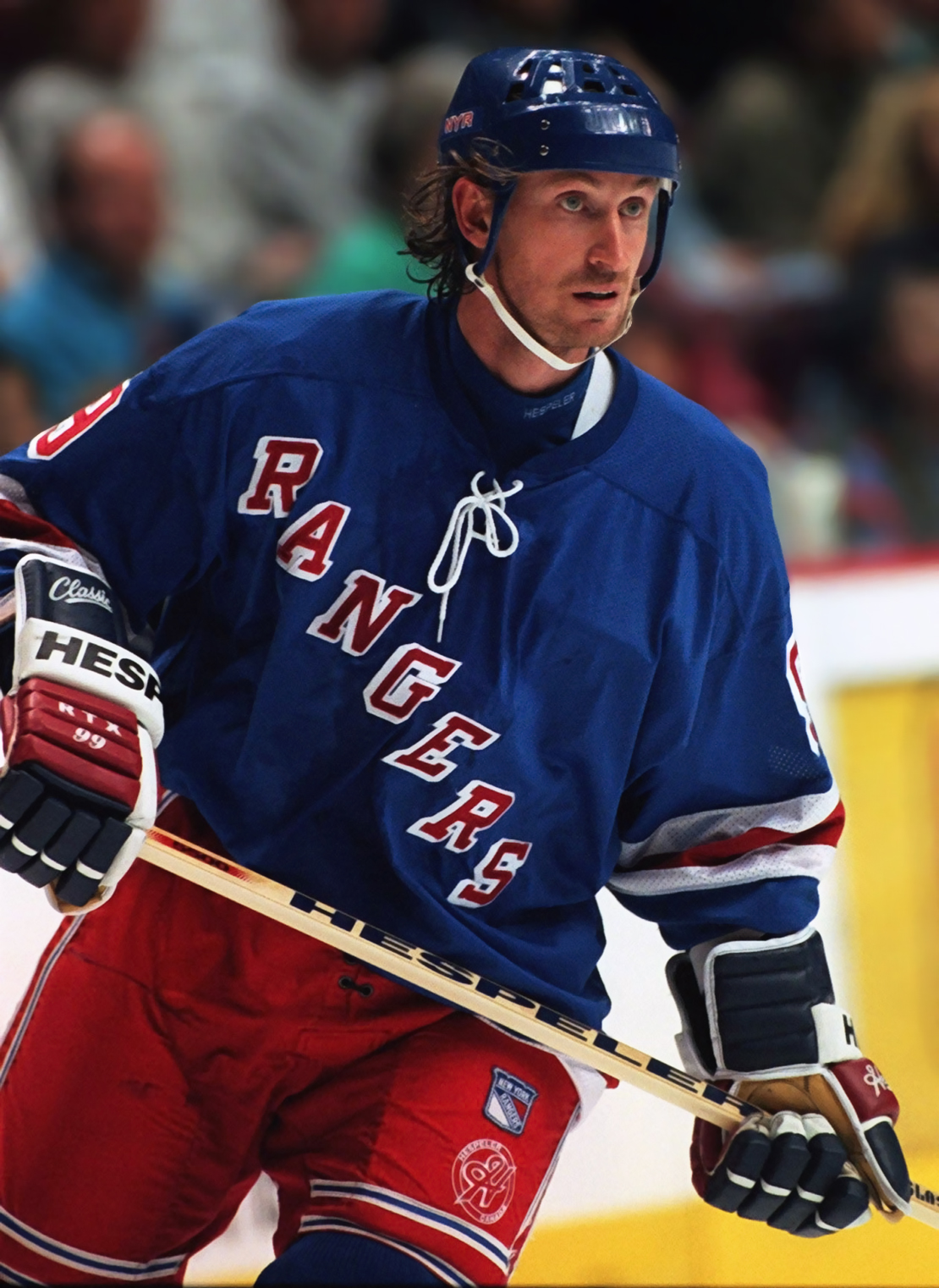
Wayne Gretzky, ganhou nove vezes o troféu.

| C | Centro | LW | Ala Esquerda | D | Defesa | RW | Ala Direita | G | Goleiro |

| Temporada | Vencedor do Troféu Hart | Equipe do vencedor  | Posição |
| --------- | ----------------------- | ------------------- | ------- |
| 1923-24   | Frank Nighbor           | Ottawa Senators     | C       |
| 1924-25   | Billy Burch             | Hamilton Tigers     | C       |
| 1925-26   | Nels Stewart            | Montreal Maroons    | C       |
| 1926-27   | Herb Gardiner           | Montreal Canadiens  | D       |
| 1927-28   | Howie Morenz            | Montreal Canadiens  | C       |
| 1928-29   | Roy Worters             | New York Americans  | G       |
| 1929-30   | Nels Stewart            | Montreal Maroons    | C       |
| 1930-31   | Howie Morenz            | Montreal Canadiens  | C       |
| 1931-32   | Howie Morenz            | Montreal Canadiens  | C       |
| 1932-33   | Eddie Shore             | Boston Bruins       | D       |
| 1933-34   | Aurèle Joliat           | Montreal Canadiens  | LW      |
| 1934-35   | Eddie Shore             | Boston Bruins       | D       |
| 1935-36   | Eddie Shore             | Boston Bruins       | D       |
| 1936-37   | Babe Siebert            | Montreal Canadiens  | D       |
| 1937-38   | Eddie Shore             | Boston Bruins       | D       |
| 1938-39   | Toe Blake               | Montreal Canadiens  | LW      |
| 1939-40   | Ebbie Goodfellow        | Detroit Red Wings   | D       |
| 1940-41   | Bill Cowley             | Boston Bruins       | C       |
| 1941-42   | Tommy Anderson          | Brooklyn Americans  | D       |
| 1942-43   | Bill Cowley             | Boston Bruins       | C       |
| 1943-44   | Babe Pratt              | Toronto Maple Leafs | D       |
| 1944-45   | Elmer Lach              | Montreal Canadiens  | C       |
| 1945-46   | Max Bentley             | Chicago Black Hawks | C       |
| 1946-47   | Maurice Richard         | Montreal Canadiens  | RW      |
| 1947-48   | Buddy O'Connor          | New York Rangers    | C       |
| 1948-49   | Sid Abel                | Detroit Red Wings   | C       |
| 1949-50   | Chuck Rayner            | New York Rangers    | G       |
| 1950-51   | Milt Schmidt            | Boston Bruins       | C       |
| 1951-52   | Gordie Howe             | Detroit Red Wings   | RW      |
| 1952-53   | Gordie Howe             | Detroit Red Wings   | RW      |
| 1953-54   | Al Rollins              | Chicago Black Hawks | G       |
| 1954-55   | Kennedy                 | Toronto Maple Leafs | C       |
| 1955-1956 | Jean Beliveau           | Montreal Canadiens  | C       |
| 1956-57   | Gordie Howe             | Detroit Red Wings   | RW      |
| 1957-58   | Gordie Howe             | Detroit Red Wings   | RW      |
| 1958-59   | Andy Bathgate           | New York Rangers    | RW      |
| 1959-60   | Gordie Howe             | Detroit Red Wings   | RW      |
| 1960-61   | Bernie Geoffrion        | Montreal Canadiens  | RW      |
| 1961-62   | Jacques Plante          | Montreal Canadiens  | G       |
| 1962-63   | Gordie Howe             | Detroit Red Wings   | RW      |
| 1963-64   | Jean Beliveau           | Montreal Canadiens  | C       |
| 1964-65   | Bobby Hull              | Chicago Black Hawks | LW      |
| 1965-66   | Bobby Hull              | Chicago Black Hawks | LW      |
| 1966-67   | Stan Mikita             | Chicago Black Hawks | C       |
| 1967-68   | Stan Mikita             | Chicago Black Hawks | C       |
| 1968-69   | Phil Esposito           | Boston Bruins       | C       |
| 1969-70   | Bobby Orr               | Boston Bruins       | D       |
| 1970-71   | Bobby Orr               | Boston Bruins       | D       |
| 1971-72   | Bobby Orr               | Boston Bruins       | D       |
| 1972-73   | Bobby Clarke            | Philadelphia Flyers | C       |
| 1973-74   | Phil Esposito           | Boston Bruins       | C       |
| 1974-75   | Bobby Clarke            | Philadelphia Flyers | C       |
| 1975-76   | Bobby Clarke            | Philadelphia Flyers | C       |
| 1976-77   | Guy Lafleur             | Montreal Canadiens  | RW      |
| 1977-78   | Guy Lafleur             | Montreal Canadiens  | RW      |
| 1978-79   | Bryan Trottier          | New York Islanders  | C       |
| 1979-80   | Wayne Gretzky           | Edmonton Oilers     | C       |
| 1980-81   | Wayne Gretzky           | Edmonton Oilers     | C       |
| 1981-82   | Wayne Gretzky           | Edmonton Oilers     | C       |
| 1982-83   | Wayne Gretzky           | Edmonton Oilers     | C       |
| 1983-84   | Wayne Gretzky           | Edmonton Oilers     | C       |
| 1984-85   | Wayne Gretzky           | Edmonton Oilers     | C       |
| 1985-86   | Wayne Gretzky           | Edmonton Oilers     | C       |
| 1986-87   | Wayne Gretzky           | Edmonton Oilers     | C       |
| 1987-88   | Mario Lemieux           | Pittsburgh Penguins | C       |
| 1988-89   | Wayne Gretzky           | Los Angeles Kings   | C       |
| 1989-90   | Mark Messier            | Edmonton Oilers     | C       |
| 1990-91   | Brett Hull              | St. Louis Blues     | RW      |
| 1991-92   | Mark Messier            | New York Rangers    | C       |
| 1992-93   | Mario Lemieux           | Pittsburgh Penguins | C       |
| 1993-94   | Sergei Fedorov          | Detroit Red Wings   | C       |
| 1994-95   | Eric Lindros            | Philadelphia Flyers | C       |
| 1995-96   | Mario Lemieux           | Pittsburgh Penguins | C       |
| 1996-97   | Dominik Hašek           | Buffalo Sabres      | G       |
| 1997-98   | Dominik Hašek           | Buffalo Sabres      | G       |
| 1998-99   | Jaromir Jagr            | Pittsburgh Penguins | RW      |
| 1999-2000 | Chris Pronger           | St. Louis Blues     | D       |
| 2000-01   | Joe Sakic               | Colorado Avalanche  | C       |
| 2001-02   | Jose Theodore           | Montreal Canadiens  | G       |
| 2002-03   | Peter Forsberg          | Colorado Avalanche  | C       |
| 2003-04   | Martin St. Louis        | Tampa Bay Lightning | RW      |
| 2005-06   | Joe Thornton            | Boston Bruins       | C       |
| 2006-07   | Joe Thornton            | Pittsburgh Penguins | C       |
| 2007-08   | Alexander Ovechkin      | Washington Capitals | LW      |
| 2008-09   | Alexander Ovechkin      | Washington Capitals | LW      |
| 2009-10   | Henrik Sedin            | Vancouver Canucks   | C       |
| 2010-11   | Corey Perry             | Anaheim Ducks       | RW      |
| 2011-12   | Evgeni Malkin           | Pittsburgh Penguins | C       |
| 2012-13   | Alexander Ovechkin      | Washington Capitals | RW      |
| 2013-14   | Sidney Crosby           | Pittsburgh Penguins | C       |
| 2014-15   | Carey Price             | Montreal Canadiens  | G       |
| 2015-16   | Patrick Kane            | Chicago Blackhawks  | RW      |
| 2016-17   | Connor McDavid          | Edmonton Oilers     | C       |
| 2017-18   | Taylor Hall             | New Jersey Devils   | LW      |
| 2018-19   | Nikita Kucherov         | Tampa Bay Lightning | RW      |
| 2019-20   | Leon Draisaitl          | Edmonton Oilers     | C       |
| 2020-21   | Connor McDavid          | Edmonton Oilers     | C       |
| 2021-22   | Auston Matthews         | Toronto Maple Leafs | C       |
| 2022-23   | Connor McDavid          | Edmonton Oilers     | C       |
| 2023-24   | Nathan MacKinnon        | Colorado Avalanche  | C       |